# Nik Tzanev
Nik Tzanev (Wellington, 23 de diciembre de 1996) es un futbolista neozelandés que juega como guardameta en el Newport County A. F. C. de la Football League Two, cuarta división de Inglaterra.

## Carrera
En 2014 firmó con el Brentford inglés, en el que se desempeñó tanto en la categoría sub-18 como sub-21. Por un corto tiempo en 2015 estuvo a préstamo en el Lewes, de la séptima división de Inglaterra. Luego de dejar el elenco en 2016, recaló un año después en el Wimbledon.

### Clubes
| Club                            | País       | Año           |
| ------------------------------- | ---------- | ------------- |
| AFC Wimbledon                   | Inglaterra | 2017-2024     |
| Potters Bar Town F. C. (cedido) | Inglaterra | 2019          |
| Sutton United F. C. (cedido)    | Inglaterra | 2019-2020     |
| Northampton Town F. C.          | Inglaterra | 2024-2025     |
| Newport County A. F. C.         | Gales      | 2025-presente |

### Selección nacional
Disputó dos encuentros con Nueva Zelanda en la Copa Mundial Sub-20 de 2015. Ese mismo año fue convocado por Anthony Hudson para ser parte del plantel de los Oly Whites que disputaron los Juegos del Pacífico. Su debut con la selección mayor se produjo en una victoria por 1-0 ante China Taipéi el 5 de junio de 2018.

#### Partidos y goles internacionales
| Partidos y goles internacionales | Partidos y goles internacionales | Partidos y goles internacionales | Partidos y goles internacionales | Partidos y goles internacionales | Partidos y goles internacionales | Partidos y goles internacionales |
| #                                | Fecha                            | Estadio                          | Rival                            | Resultado                        | Competición                      | Gol(es)                          |
| -------------------------------- | -------------------------------- | -------------------------------- | -------------------------------- | -------------------------------- | -------------------------------- | -------------------------------- |
| 2018                             |                                  |                                  |                                  |                                  |                                  |                                  |
| 1                                | 5 de junio                       | Mumbai Football Arena, Bombay    | China Taipéi                     | 1 – 0                            | Copa Intercontinental 2018       |                                  |